# Мичунович, Благота
Благота Мичунович (серб. Благота Мићуновић; 17 апреля 1912, Велестово — 27 марта 1942, Загарач) — югославский черногорский партизан времён Народно-освободительной войны, Народный герой Югославии. Брат Вукосавы Мичунович, также Народного героя Югославии.

## Биография
Родился в 1912 году в Велестово в крестьянской семье. До войны работал служащим. Член КПЮ с 1941 года. На фронте с 1941 года, командовал Чевско-Белицким партизанским батальоном. Участвовал в восстании 13 июля. Погиб 27 марта 1942 в бою с итальянцами в Загараче.
Указом Президиума Антифашистского вече народного освобождения Югославии от 11 июля 1945 года посмертно награждён орденом «За заслуги перед народом» I степени. Указом Президиума Народной скупщины ФНРЮ от 5 июля 1951 года посмертно награждён орденом и званием Народного героя Югославии.